# オフィスMORIMOTO
株式会社オフィスMORIMOTO（英: officemorimoto Inc.）は、俳優の森本のぶが設立した日本の芸能事務所。東京都渋谷区神宮前に所在。

## 沿革
- 2014年1月5日 - 創立。
- 2017年1月5日 - 株式会社オフィスMORIMOTOを設立。

## 所属タレント
2023年1月時点。
- 森本のぶ

| 女性 - 田山由起 - 高橋美津子 - 後藤ひろみ - 結城さなえ - 髙木直子 - 田所ちさ - 瀧マキ - 真柳美苗 - 平井夏貴 - 大谷由梨佳 - 渡辺文香 - 平島茜 - 柴山美保 - 吉岡あきこ - 三輪和音 - 吉居亜希子 - ほのら - 石川紗世 - 近藤奈保希 - 宗本汐理 | 男性 - 三輪江一 - 斉藤一平 - 三溝浩二 - 比佐仁 - 関本巧文 - 山下徳久 - 小手山雅 - 福田航也 - 星耕介 - 垣内健吾 - 梅田脩平 - ジャン・裕一 - 峰秀一 - 藤本康平 - 谷川哲也 - 清水ヨネタロウ - 平山繁史 - 松本銀二 - 門田京三 - 保田泰志 - 竹邑貴司 - 藤田真人 |

|  |  |

## かつての所属者
- 金谷真由美
- 桜まゆみ
- 皆川暢二
- 佐藤五郎